# Alfredo Bosi
Alfredo Bosi (São Paulo, 23 de agosto de 1936-São Paulo, 7 de abril de 2021) fue un historiador, crítico literario y profesor brasileño. Fue miembro de la Academia Brasileña de Letras, ocupando el Sillón número 12. Uno de sus libros más famosos es História Concisa da Literatura Brasileira, ampliamente utilizado en las universidades brasileñas en cursos de literatura. Bosi también escribió varios estudios sobre literatura italiana y sobre los principales escritores brasileños, así como ensayos en el campo de la hermenéutica.

## Biografía
De de ascendencia italiana, Alfredo Bosi nació en São Paulo el 26 de agosto de 1936. Estuvo casado con la psicóloga Ecléa Bosi, con quien tiene dos hijos. Su hija, Viviana Bosi, también es una consumada crítica literaria.
Bosi se graduó en Literatura en la Universidad de São Paulo en 1960 y luego estudió en Italia. Luego ocupó la cátedra de literatura italiana en la misma universidad, cargo que ocuparía hasta 1970, cuando se convirtió en profesor de literatura brasileña. Bosi ocupó la Cátedra Brasileña de Ciencias Sociológicas Sérgio Buarque de Holanda en la Maison des Sciences de l'Homme y fue subdirector del Instituto de Investigaciones Avanzadas de la Universidad de São Paulo de 1987 a 1997, cuando se convirtió en director de la organización.
Fue galardonado con el Premio Jabuti a la mejor obra en ciencias humanas en 1993 por Dialética da Colonização (Dialéctica de la colonización) y en 2000, al mejor ensayo, otorgado a su obra Machado de Assis. O Enigma do Olhar (Machado de Assis. El rompecabezas del ojo).
Bosi falleció el 7 de abril de 2021, en São Paulo, de COVID-19.